# Акарнан
Акарнан (на старогръцки: Άκαρνάν) в древногръцката митология e син на нимфата Калироя и Алкмеон, брат на Амфотер.
След като Алкмеон е убит от Фегей (или от синовете му), майка им Калироя моли Зевс да направи така, че синовете ѝ бързо да пораснат, за да могат да отмъстят за смъртта на баща си. Акарнан и Амфотер убиват не само Фегей, но и жена му и синовете им. След убийството те даряват на Делфийския храм на Аполон огърлицата на Хармония, причина за убийството на баща им. На Западното крайбрежие на Централна Гърция основават ново царство.